# Serkan Akkoyun
Serkan Akkoyun (ur. 1996) – turecki zapaśnik walczący w stylu klasycznym. Zajął trzynaste miejsce na mistrzostwach Europy w 2018.  
Trzeci na MŚ U-23 w 2019. Drugi na ME U-23 w 2019. Trzeci na ME juniorów w 2016. Mistrz Europy kadetów 2013 roku.